# Typhoon No.15 〜B'z LIVE-GYM The Final Pleasure "IT'S SHOWTIME!!" in 渚園〜
『Typhoon No.15 〜B'z LIVE-GYM The Final Pleasure "IT'S SHOWTIME!!" in 渚園〜』（タイフーン・ナンバーフィフティーン・ビーズ・ライブジム・ザ・ファイナル・プレジャー・イッツ・ショータイム・イン・なぎさえん）は、日本の音楽ユニット・B'zが2004年2月25日にリリースした8作目の映像作品（VHSとしては8作目、DVDとしては6作目）。B'zの映像作品では、VHSの発売は本作が最後になった。
2003年7月3日〜9月21日に行われたライブツアー『B'z LIVE-GYM The Final Pleasure "IT'S SHOWTIME!!"』のうち、2003年9月20、21日（大半は21日）の渚園公演が収録されている。

## 概要
B'zデビュー15周年の記念日となった2003年9月20、21日に渚園で開催された『B'z LIVE-GYM The Final Pleasure "IT'S SHOWTIME!!"』の千秋楽の模様を完全収録。通常のオリジナルアルバムツアーとは異なる過去のヒット曲や、人気曲を演奏するというコンセプトの"Pleasureツアー"の完結編となった（"Pleasureツアー"の詳細は別項参照）。「デビュー日のライブ」、「10年ぶりの渚園公演」、「最後のPleasureライブ」、そして15周年の日に偶然訪れた「台風"15"号」による大雨という天候が重なった。2日間で10万人を動員した。
当初は2003年12月17日に発売予定であったが、後に2004年2月25日発売に変更となった。

## 記録
- 2004年度オリコン年間DVDチャート2位
- 第19回日本ゴールドディスク大賞ミュージック・ビデオ・オブ・ザ・イヤー受賞[6]

## 演奏

### メンバー
- 松本孝弘：ギター・プロデュース
- 稲葉浩志：ボーカル

### サポートメンバー
- 増田隆宣：キーボード
- シェーン・ガラース ：ドラム
- 徳永暁人：ベース

## 収録会場
- 静岡県弁天島海浜公園渚園（2003年9月20、21日）

## ステージ
ライブは当時の日本国内最大規模で行われ、ステージの建設費用は約10億円である。スタッフおよそ1300人で9日間に及ぶ作業で会場設営がなされた。ステージの全長は120m、電気は1658kw使用し、演出として1500発の花火が使用された。

## 収録内容

### DISC 1
1. アラクレ
  - オープニングのBGMは歴代ライブのオープニングSEを繋げたもの。実際のライブではオープニングSEと共に歴代のLIVE-GYMを年代順に振り返る映像が流された[8]。
  - ライブ開催直前の9月17日に発売されたアルバム『BIG MACHINE』からの選曲。
2. Pleasure 2003 〜人生の快楽〜
  - Pleasureシリーズのタイトルナンバー。歌詞の内容が一部変更されている。
3. BLOWIN'
  - 同曲の過去のライブ映像とシンクロしている。20日の映像も少し挿入されている。
4. OH! GIRL
  - 稲葉のブルースハープ演奏を交えたセッション及びMCから、恒例の「B'zのLIVE-GYMへようこそ！」というMCにつながり、その後に続けて演奏。なお、「B'zのLIVE-GYMへようこそ！」というMCから本曲が始まるという流れと、イントロで稲葉がマイクスタンドを担ぎながら舞台端に移動するという演出は、『B'z LIVE-GYM Pleasure '95 "BUZZ!!"』の再現となっている。
5. Wonderful Opportunity
  - 20日の映像。『B'z LIVE-GYM Pleasure'97 "FIREBALL"』以来、約6年ぶりの演奏。映像化は本作が初。本曲のサビには振り付けが存在するが、本ライブでは舞台上の稲葉が「稲葉自身の過去のダンスの映像」とシンクロしてモニターに映されるという演出が行われた。この映像は『B'z LIVE-GYM'93 "RUN"』のものである。
6. 野性のENERGY
  - 当時の最新シングル。モニターにミュージック・ビデオが流れた。
7. TIME
  - 『B'z LIVE-GYM'99 "Brotherhood"-EXTRA-』以来、約4年ぶりの演奏。冒頭に松本のギターソロ。『B'z LIVE-GYM Pleasure'92 "TIME"』のツアータイトルナンバーであり、イントロで当時のツアーロゴがモニターに映し出される。
8. 太陽のKomachi Angel
  - 『B'z LIVE-GYM Pleasure '95 "BUZZ!!"』でのクラップを再現。
9. GIMME YOUR LOVE 〜不屈のLOVE DRIVER〜
  - 『B'z LIVE-GYM Pleasure'97 "FIREBALL"』以来、約6年ぶりの演奏。20日の映像。
  - 巨大な悪魔バボットの演出は『B'z LIVE-GYM'98 "SURVIVE"』の再現で、間奏での稲葉のライティングパフォーマンスは前回の渚園ライブの再現である。
10. 今夜月の見える丘に
  - 初映像化。エンディングの火花の滝は『B'z LIVE-GYM 2001 -ELEVEN-』の再現。
11. Brotherhood
  - 歌詞の内容が一部変更されている。ラストは稲葉のロングシャウト。
12. Easy Come, Easy Go!
  - センターステージに移動。メンバーが移動中、会場では過去のライブで上映されたセンターステージへの移動映像などが流されていたがカットされている。メンバーが登場の際に乗っている車（フォード・マスタング）は「juice」『ELEVEN』のインナー写真で使用されている。
  - 稲葉がアコースティックギターで演奏に参加することが多いが、本ライブでは使用しない形式で演奏された。
13. 月光
  - 前回の渚園ライブ以来、約10年ぶりの演奏。
14. 恋心(KOI-GOKORO)
  - 曲の前にメンバーの自己紹介がある。アコースティックバージョンで演奏され、ギターソロなどが大幅に変更されている。演奏後、メンバーは再び車に乗ってメインステージに戻る。

### DISC 2
1. Real Thing Shakes
  - メインステージへ。映像ではカットされているが、演奏が始まる前に『B'z LIVE-GYM'96 "Spirit LOOSE"』のOPENING MOVIEのディレクターズ・カット版が上映されており[8]、同ライブのオープニング演出の再現となっている。
2. LOVE PHANTOM
  - 演奏中の稲葉の衣装替えや高所からのダイブなどは、『B'z LIVE-GYM Pleasure '95 "BUZZ!!"』での演出の再現[8]。
3. ZERO
  - 『B'z LIVE-GYM Pleasure '95 "BUZZ!!"』と同じく「ねがい」のイントロで稲葉が登場し、途中から「ZERO」に切り替わる。
4. juice
  - 『B'z LIVE-GYM Pleasure 2000 "juice"』のツアータイトルナンバー。ギター・ソロ終了後に恒例のコール&レスポンスがあるが、今回は短めとなっている。エンディングでは前回の渚園公演での松本のギター爆破パフォーマンスを再現[8]。
5. ultra soul
  - ラストは3連発ジャンプとなっており、『B'z LIVE-GYM 2002 GREEN 〜GO★FIGHT★WIN〜』と同様である。
6. IT'S SHOWTIME!!
  - 本ライブのタイトルナンバー。イントロで打ち上げ花火が上がる。
7. BAD COMMUNICATION
  - 20日の映像。前回の渚園ライブと同じく本編ラストナンバー。エンディングでは『B'z LIVE-GYM Pleasure '93 "JAP THE RIPPER"』の演出を再現し、シェーンのドラムに合わせて爆発の特効を見せた。
  - 映像ではカットされているが、演奏後の会場内では『B'z LIVE-GYM Pleasure 2000 "juice"』での演出の再現としてメンバー2人の「ファイト!一発」の映像が上映された[8]。
8. 愛のままにわがままに 僕は君だけを傷つけない
  - ここからアンコール。20日の映像。『B'z LIVE-GYM '94 "The 9th Blues"〈PART1〉』以来、約9年ぶりの演奏。映像化は本作が初。松本のゼブラのオーバーオール衣装は、前回の渚園ライブで着用した衣装をリメイクしたもの[8]。
9. 裸足の女神
  - 巨大バボットの演出は、『B'z LIVE-GYM Pleasure 2000 "juice"』の再現。
10. RUN
  - アンコールラストナンバー。曲のラストには15周年にちなみ1500発の花火が発射され、終了と同時に爆発という特効演出がある。また、9月21日公演では、メンバーには内緒で観客にサイリウムが配布され、スクリーンの指示で5万人が一斉にサイリウムを掲げるというスタッフによるメンバーへのサプライズ演出が行われた[9]。

- エンディングは退場曲だった「眩しいサイン」だが、会場で1回流された後、再度本作のエンドロールで使用されている。

### DISC 3「The Days of Pleasure」（DVDのみ）
渚園公演のステージ制作から始まり、2003年の活動ダイジェストを挟んで、1曲目「アラクレ」までの道のりを追ったドキュメント映像。
1. Recording in L.A.
  - アルバム『BIG MACHINE』の製作風景。
2. “IT’S SHOWTIME!!”
  - 「IT'S SHOWTIME!!」のMVのメイキング。
3. LIVE-GYM Rehearsal
4. IT’S SHOWCASE!!
  - 新木場にあるSTUDIO COASTで行われた『B'z SHOWCASE 2003 "IT’S SHOWCASE!!"』のダイジェスト。
5. Hall Tour 1
6. “野性のENERGY”
  - 「野性のENERGY」のMVのメイキング。
7. Hall Tour 2
8. in NAGISAEN